# Muto Yuki
Yuki Muto (武藤 雄樹 Mutō Yūki, sinh ngày 7 tháng 11 năm 1988 ở Kanagawa) là một cầu thủ bóng đá người Nhật Bản.

## Sự nghiệp quốc tế
Ngày 23 tháng 7 năm 2015, huấn luyện viên đội tuyển Nhật Bản Vahid Halilhodžić triệu tập anh để thi đấu Cúp bóng đá Đông Á 2015. Trong giải đấu này, anh ghi 2 bàn thắng và trở thành cầu thủ ghi nhiều bàn thắng nhất.

### Bàn thắng quốc tế
Tỉ số và kết quả liệt kê bàn thắng của Nhật Bản trước.
| #  | Ngày               | Địa điểm                                                   | Đối thủ           | Tỉ số | Kết quả | Giải đấu                |
| -- | ------------------ | ---------------------------------------------------------- | ----------------- | ----- | ------- | ----------------------- |
| 1. | 2 tháng 8 năm 2015 | Sân vận động Trung tâm Thể thao Vũ Hán, Vũ Hán, Trung Quốc | CHDCND Triều Tiên | 1–0   | 1–2     | Cúp bóng đá Đông Á 2015 |
| 2. | 9 tháng 8 năm 2015 | Sân vận động Trung tâm Thể thao Vũ Hán, Vũ Hán, Trung Quốc | Trung Quốc        | 1–1   | 1–1     | Cúp bóng đá Đông Á 2015 |

## Thống kê câu lạc bộ
Cập nhật đến ngày 23 tháng 2 năm 2018.
| Thành tích câu lạc bộ | Thành tích câu lạc bộ | Thành tích câu lạc bộ | Giải vô địch | Giải vô địch | Cúp                   | Cúp                   | Cúp Liên đoàn | Cúp Liên đoàn | Châu lục | Châu lục  | Khác    | Khác      | Tổng cộng | Tổng cộng |
| Mùa giải              | Câu lạc bộ            | Giải vô địch          | Số trận      | Bàn thắng    | Số trận               | Bàn thắng             | Số trận       | Bàn thắng     | Số trận  | Bàn thắng | Số trận | Bàn thắng | Số trận   | Bàn thắng |
| Nhật Bản              | Nhật Bản              | Nhật Bản              | Giải vô địch | Giải vô địch | Cúp Hoàng đế Nhật Bản | Cúp Hoàng đế Nhật Bản | J. League Cup | J. League Cup | AFC      | AFC       | Khác1   | Khác1     | Tổng cộng | Tổng cộng |
| --------------------- | --------------------- | --------------------- | ------------ | ------------ | --------------------- | --------------------- | ------------- | ------------- | -------- | --------- | ------- | --------- | --------- | --------- |
| 2011                  | Vegalta Sendai        | J1 League             | 5            | 1            | 3                     | 2                     | 1             | 0             | -        | -         | –       | –         | 9         | 3         |
| 2012                  | Vegalta Sendai        | J1 League             | 13           | 1            | 1                     | 0                     | 7             | 1             | -        | -         | –       | –         | 21        | 2         |
| 2013                  | Vegalta Sendai        | J1 League             | 22           | 0            | 1                     | 0                     | 1             | 0             | 5        | 0         | –       | –         | 29        | 0         |
| 2014                  | Vegalta Sendai        | J1 League             | 30           | 4            | 1                     | 0                     | 6             | 1             | -        | -         | –       | –         | 37        | 5         |
| 2015                  | Urawa Red Diamonds    | J1 League             | 32           | 13           | 4                     | 0                     | 2             | 0             | 3        | 1         | 2       | 0         | 36        | 14        |
| 2016                  | Urawa Red Diamonds    | J1 League             | 34           | 12           | 1                     | 0                     | 5             | 1             | 6        | 3         | 2       | 0         | 46        | 16        |
| 2017                  | Urawa Red Diamonds    | J1 League             | 31           | 6            | 2                     | 1                     | 2             | 1             | 12       | 2         | 3       | 1         | 50        | 11        |
| Tổng                  | Tổng                  | Tổng                  | 167          | 37           | 13                    | 3                     | 24            | 4             | 26       | 6         | 7       | 1         | 228       | 51        |

## Danh hiệu

### Câu lạc bộ
Urawa Red Diamonds
- Giải vô địch bóng đá các câu lạc bộ châu Á: 2017
- J. League Cup: 2016